# Tito Avidio Quieto
Tito Avidio Quieto (en latín Titus Avidius Quietus) fue un político romano que vivió a finales del siglo I; fue consul suffectus en 93.

## Carrera
El logro más importante de la carrera de Avidio Quieto se produjo cuando fue nombrado gobernador de la provincia de Britania (c. 97 - c. 101) en sustitución de Publio Metilio Nepote. Poca información nos ha llegado acerca de su periodo en el cargo, aunque se sabe que fue sustituido por Lucio Neratio Marcelo. De la vida de Avidio Quieto se conoce que antes de ser nombrado para el puesto había sido amigo del filósofo estoico Publio Clodio Trásea Peto, que fue ejecutado por el emperador Nerón en el año 66. Además, entre las amistades de Avidio Quieto se encontraban los escritores Plutarco y Plinio el Viejo.
Su hijo fue Tito Avidio Quieto, consul suffectus en 111, bajo Trajano.